# Liste der Bodendenkmale in Tangermünde
In der Liste der Bodendenkmale in Tangermünde sind alle Bodendenkmale der Stadt Tangermünde und ihrer Ortsteile aufgelistet. Grundlage ist die Veröffentlichung der Landesdenkmalliste mit Stand vom 25. Februar 2016. Die Baudenkmale sind in der Liste der Kulturdenkmale in Tangermünde aufgeführt.
| Denkmal-ID | Fundart            | Ortsteil    | Bezeichnung                     | Zeitstellung       | Lage | Bemerkungen | Bild |
| ---------- | ------------------ | ----------- | ------------------------------- | ------------------ | --- | --- | ---- |
| 428310363  | besonderer Stein   | Buch        | preußischer Rundsockelstein     | Neuzeit (ab ~1500) | südwestl. Des Ortes, an der Straße nach Bölsdorf, ca. 960 m südl. der Kreuzung Köckte–Buch (Lage)                 | Vermutlich Buntsandstein mit weißen Farbresten u. „einfachen“ Bearbeitungsspuren. Sichtbare Höhe: ca. 80 cm, oberer Durchmesser: ca. 45 cm, unterer Durchmesser: ca. 55–60 cm (geschätzt), nach oben "spitz" zulaufend. |      |
| 428310362  | besonderer Stein   | Buch        | preußischer Rundsockelstein     | Neuzeit (ab ~1500) | westl. des Ortes, an der Kreuzung Bölsdorf–Köckte (im NO-Viertel) (Lage)                                          | Nicht mehr vorhanden, evtl. umgesetzt. |      |
| 428310361  | besonderer Stein   | Buch        | wohl Grenzstein                 | Neuzeit (ab ~1500) | am westl. Ortsausgang an einem Wohnblock (Lage)                                                                   | Buntsandstein („einfache“ Bearbeitungsspuren), sichtbare Höhe: ca. 34 cm, Breite: ca. 28 cm, Dicke: ca. 11 cm, oben gerundet.                                                                                           |      |
| 428310360  | Befestigung > Burg | Buch        | Burgwallanlage                  | Mittelalter        | Südostecke des Ortes, auf einer in den Bucher See vorspringende Halbinsel („Burgberg“), s. auch 4283 10064 (Lage) | Etwa runder Hügel, Durchmesser: ca. 30 m, Höhe: ca. 1,50 m. Früher Graben noch erkennbar, wurde später mit dem oberen Material des Burghügels verfüllt.                                                                 |      |
| 428310064  | Befestigung > Wall | Buch        | Ringwall: „Ritterwall“          | Mittelalter        | südöstl. am Ort, nahe dem Friedhof, s. auch: 4283 10360 (Lage)                                                    | Auch unter dem Namen ‚Ritterwall‘ bekannt. Wallreste größtenteils auf Privatgelände. |      |
| 428310359  | besonderer Stein   | Buch        | Roland                          | Neuzeit (ab ~1500) | im Ort, vor dem Haus (Breite Straße 8) (Lage)                                                                     | Ungewöhnlicher Standort (Dorf!), Buntsandstein, Schwert aus Metall (wohl Eisen), ca. 4–4,50 m hoch (geschätzt), um 1580 entstanden (typische Rüstung der Landsknechte zu dieser Zeit).                                  |      |
| ?          | Befestigung > Wall | Buch        | Wallreste (eventuell Warte)     |                    | südwestl. des Ortes (Lage)                                                                                        | |      |
| 428310146  | Befestigung        | Storkau     | Burganlage (Höhenburg)/Siedlung | Mittelalter        | südl. vom Ort, Elbehochufer ()                                                                                    | Auf einer markanten Anhöhe (Elbehochufer). Obertägig weder Wall- noch Grabenreste zu erkennen. Vermutlich Ringwall. Im Luftbild Grabenwerk erkennbar.                                                                   |      |
| 428310019  | Befestigung > Burg | Tangermünde | Burg                            | Mittelalter        | Höhenlage, am Stadtnordende (Lage)                                                                                | Sehr gut gepflegte Anlage. |      |